# Karabin maszynowy MG 30
Maschinengewehr 30, czyli MG30 to stworzony przez szwajcarską firmę Solothurn karabin maszynowy, stanowił wyposażenie różnych armii w latach 30. XX wieku. W późniejszym czasie został zmodyfikowany dla potrzeb Luftwaffe i był produkowany jako MG 15 i MG 17.
MG 30 stanowił bliskie rozwinięcie wcześniejszego MG 29 zaprojektowanego przez Louisa Stange w zakładach Rheinmetall. W tym czasie, na podstawie traktatu wersalskiego produkcja karabinów maszynowych na terenie Niemiec była zakazana, a sam projekt został odrzucony przez Reichswehrę. Rheinmetall zakupił szwajcarskie zakłady Solothurn i to one firmowały broń zaprojektowaną przez jego inżynierów. Najważniejszymi użytkownikami MG 30 były Austria, w której licencję zakupiły zakłady Steyr-Daimler-Puch AG i Węgry. Oznaczenie fabryczne brzmiało Solothurn S2-200, austriackie Maschinengewehr Solothurn 1930, a węgierskie 31M.
Broń działała na zasadzie krótkiego odrzutu lufy, była ryglowana przez obrót tulei ryglowej, stanowiącej jednocześnie przyspieszacz i strzelała z otwartego zamka. W wersjach austriackiej i węgierskiej była zasilana amunicją 8 mm × 56 mm R, z łukowego magazynka o pojemności 25 nabojów, przyłączanego z lewej strony. MG 30 miał mechanizm spustowy, w którym wciśnięcie górnego wgłębienia na języku spustowym powodowało pojedynczy strzał, a dolnego – oddanie serii. Po wystrzeleniu ostatniego naboju zamek zatrzymywał się w tylnym położeniu. Pod lufą zamontowany był prosty składany dwójnóg. Broń miała ponadto wymienną lufę, a procedura wymiany obejmowała obrócenie kolby, wysunięcie w tył lufy z tuleją ryglującą i zamkiem, odłączenie tych elementów od gorącej lufy, założenie ich na zimną, umieszczenie całego zespołu w komorze zamkowej i obrócenie kolby do położenia wyjściowego.
W późniejszym czasie powstała jego zmodyfikowana wersja Flugzeugmaschinengewehr 15 (MG 15) dla potrzeb Luftwaffe, na standardową niemiecką amunicję 7,92 mm x 57 Mauser. Główna zmiana polegała na zastosowaniu nowego magazynka z 75 nabojami i usunięciu niepotrzebnego dwójnogu. Szybkostrzelność teoretyczna została zwiększona do 1000 strz./min przez zastosowanie odrzutnika przed wylotem lufy, który zwiększał prędkość jej odrzutu. W 1937 przeprowadzono dalsze modyfikacje w wyniku których powstał MG 17, główne zmiany polegały na zmianie magazynka na taśmę oraz na dalszym zwiększeniu szybkostrzelności do 1200 strz./min.
Od 1942 Luftwaffe zaczęło wycofywać ze służby karabiny maszynowe 7,92 mm zastępując je karabinami i działkami większego kalibru, większość MG 15 i 17 została przekazana wojskom lądowym, które modyfikowały je poprzez dodanie dwójnogu.